# Харківська державна наукова бібліотека імені В. Г. Короленка
Ха́рківська держа́вна науко́ва бібліоте́ка і́мені В. Г. Короле́нка — найбільша бібліотека Харкова і Східної України, друга за книгофондом, після Національної бібліотеки України імені В. І. Вернадського (Київ) бібліотечна установа України. До послуг читачів 12 читальних залів на 524 місця.
Щорічно до Бібліотеки надходить до 70 тис. документів (книг, журналів, газет, баз даних та електронних документів на CD-ROM та ін.). Розгалужена система довідково-бібліографічного апарату ХДНБ містить понад 60 каталогів і картотек у тому числі електронний, довідково-бібліографічний фонд, автоматизовані бази даних, друковані зведені каталоги та фонд виконаних довідок.

## Історія
Створена в 1886 році як Харківська громадська бібліотека. Засновниками бібліотеки були: А. А. Гурський, професори О. І. Кірпічников, М. Ф. Сумцов та інші. Бібліотека утримувалась на пожертвування та плату читачів за користування книгами.
У перший рік функціонування бібліотеки у трикімнатному флігелі на Миколаївській площі (нині пл. Конституції) читачів обслуговувало п'ятеро службовців; фонд налічував 1 700 примірників видань. Виходить друком «Первый каталог Харьковской общественной библиотеки» (Х., 1886.-89с.). Такі каталоги видавалися до 1913 р.
- 1889 — введено форматно-порядкове розставляння фонду, яка застосовується й зараз.
- 1896 — на десятому році існування Бібліотеки фонд налічував 41,6 тис. прим. Основою документозабезпечення були пожертвування. «Протягом перших десяти років від 2 000 осіб і установ надійшло 39 806 томів… У середньому надходило 4000 томів за рік» (Багалій Д. І., Міллер Д. П. Історія міста Харкова за 250 років його існування (1655—1905). Т. 2. — Х.,1993. — С. 754.). Дарувалися окремі видання, а також цілі бібліотеки. Зокрема відомим російським письменником Г. П. Данилевським (понад 3 тис. прим.), видатним юристом К. Н. Анненковим (1,7 тис. прим.), лікарем В. Г. Порай-Кошицею (1,8 тис. прим.). Значну частину зібрань із власних бібліотек подарували також відомий філолог-словіст О. О. Потебня, професори В. І. Добротворський, П. І. Сокальський, письменник І. С. Аксаков, та багато інших значних особистостей.
- 1898 — розпочалося створення генерального алфавітного каталогу за прусською системою книгоопису.
- 1901 — переїзд у нове приміщення (нині пров. Короленка, 18). Проєкт будівлі створив архітектор О. М. Бекетов. Він входив до складу правління бібліотеки і одержав за свою розробку почесне звання «Академік архітектури». Розпочато видачу читачам безплатних абонентів (вчителям початкових шкіл та училищ, студентам, слухачам курсів та ін. категоріям).
- 1901 — на околицях міста створюються філії Бібліотеки для робітників.
- 1903 — першою серед громадських книгозбірень країни бібліотека відкриває музичний відділ (за прикладом паризьких бібліотек), відділ рукописів і автографів (за ініціативою голови правління Д. І. Багалія), відділ Yudaica, де зосереджується література з єврейства. Безпрецедентним явищем стало відкриття відділу бібліотекознавства (за ініціативою Л. Б. Хавкіної). Формується унікальний за змістом документний фонд з бібліотечної справи. Активізується робота з виявлення, вивчення та популяризації передового бібліотечного досвіду, у тому числі закордонного, розширюються міжнародні зв'язки. Закордонними партнерами ХГБ стають відомі бібліотечні заклади та організації США (Бібліотека Конгресу, Нью-Йоркська публічна бібліотека, бібліотека штату Нью-Йорк в Олбані, Публічна бібліотека в Манчестері[en], Бібліотека Джона Крерара у Чікаго[en]), Великої Британії (Бібліотека Британського музею, бібліотечне бюро у Лондоні, Клеркенвільська бібліотека), Франції (Національна бібліотека в Парижі), Міжнародний бібліографічний інститут у Брюсселі, а також бібліотеки Німеччини, Австрії, Японії та інших країн світу.
- 1904 — на третьому з'їзді російських діячів з технічної і професійної освіти (м. Санкт-Петербург, січень) працівниця бібліотеки Любов Хавкіна висуває проєкт бібліотечної освіти.
- 1905 — бібліотека взяла участь у Всесвітній виставці у Льєжі[en] і була нагороджена почесним дипломом. Представлена на виставці книга Любові Хавкіної «Библиотеки их организация и техника» (Санкт-Петербург, 1904) отримала золоту медаль.
- 1906 — за ініціативою членів правління Бібліотеки Г. М. Абрамова та Д. І. Багалія, відкривається український відділ. Він не мав аналогів в усій країні. Серед основних напрямків діяльності Української комісії, яка керувала його роботою, були — вишукування коштів на комплектування фонду виданнями про історію, економіку. культуру України, творами українських письменників, краєзнавчими документами, бібліографування цих матеріалів тощо. В різні роки у складі Української комісії були М. Міхновський, перший голова комісії, палкий войовник за національну ідею, автор популярного політичного трактату «Самостійна Україна», Д. Багалій, Х. Алчевська, С. Дремцов, О. Габель, відомий письменник Г. Хоткевич, який був головою комісії з 1914 р., та інші відомі діячі української культури.
- 1910 — завдяки зусиллям і клопотам Української комісії та гласних-українців, Харківська міська дума напередодні 50-тої річниці з дня смерті Т. Г. Шевченка постановила: «пожертвувати Харківській Громадській бібліотеці 300 крб. одноразово і 50 крб. щорічно — на український відділ, з тим щоб він присвячений був пам'яті великого українського поета». Відтоді цей підрозділ мав назву «Український відділ імені Тараса Шевченка» (він проіснував до 1916 року).
- 1911 — 25-річчя ХГБ. За кількістю фонду, що становив 142 тис. прим., книгозбірня посідає 3-тє місце серед «провінційних» публічних бібліотек Російської імперії; за обсягом виданих читачам книг — тривке місце після Імператорської публічної бібліотеки. Бібліотека взяла участь у 1-му Всеросійському з'їзді бібліотекарів.
- 1912 — виходить друком «Каталог книжок українською мовою Харківської громадської бібліотеки» (Х., 1912. —98 с.), складений Павлом Мокроусом. Це був перший бібліографічний посібник українською мовою, присвячений українській книзі у фондах Бібліотеки.
- 1916 — відкривається дитячий відділ. Він обслуговує дітей від 4 до 14 років і перетворюється згодом в одну із провідних бібліотек країни.
- 1917 — після революції діяльність громадської книгозбірні набуває нового змісту. Підкоряючись новим вимогам часу, вона всіляко підтримує освітянський рух, стає однією із ланок ідеологічної діяльності.
- 1918 — організовано «Товариство друзів книги» (при дитячому відділі бібліотеки)
- 1920 — бібліотека отримує статус державного закладу культури (згідно з постановою Харківського губвиконкому про націоналізацію бібліотек) і підпорядковується Головполітпросвіті Наркомосу (з грудня ц.р.). Засновано консультаційний відділ, який очолив Б. О. Борович, видатний бібліотекознавець, книгознавець, педагог. Відділ швидко набуває популярності як культурно-інформаційний та науково-методичний осередок.
- 1922 — бібліотеці присвоєно ім'я українського російськомовного письменника польського-українського походження — Володимира Галактіоновича Короленка. Стали надходити безоплатні примірники друкованої продукції, що видавалося на території РРФСР.
- 1923 — Б. О. Борович бере участь у першій Всеукраїнській нараді працівників книги. Організовується мережа пересувок на підприємствах Харкова та у передмісті.
- 1924 — засновано читальний зал газет та журналів. Б. О. Борович бере участь у I Всеросійській конференції наукових бібліотек (м. Москва).
- 1925 — зі зміною в країні системи районування, Бібліотека стає окружною, центром методичної підтримки бібліотечної мережі Харківської округи. Створюються нові структурні підрозділи: відділ літератури іноземними мовами та відділ літератури мовами народів СРСР. Відновлюються, після тривалої перерви, зв'язки з бібліотеками Америки, Німеччини, Австрії та інших країн. Розвивається міжнародний книгообмін. Співпрацівників Бібліотеки запрошено на Міжнародний конгрес бібліотекарів та друзів книги (м. Прага, червень) та конференцію, присвячену 50-річчю Американської бібліотечної асоціації (м. Філадельфія, жовтень). На запрошення Укрголовнауки Б. О. Борович виступає з доповіддю на першій конференції наукових бібліотек УРСР (м. Київ, грудень.)
- 1926 — організація та проведення Першого Всеукраїнського з'їзду бібліотечних працівників (м. Харків, червень). Він проходив на базі бібліотеки. Б. О. Боровича запрошено на другу Всеросійську конференцію наукових бібліотек (м. Ленінград, жовтень).
- 1928 — створено відділ україніки, який продовжив традиції ліквідованого українського відділу. Очолила його Ольга Багалій.
- 1929 — після введення в СРСР єдиної загальнодержавної системи обов'язкового примірника. Бібліотека почала одержувати загальносоюзний примірник (від восьми республіканських книжкових палат) і місцевий обов'язковий примірник (від поліграфічних підприємств Харкова).
- 1930 — за високий рівень діяльності та значний внесок Бібліотеки у розвиток науки, освіти, культури, НАРКОМОС України визначає її статус як державної наукової. Відтоді вона має назву Харківська державна наукова бібліотека ім. В. Г. Короленка. Розпочинається новий етап наукової «біографії» закладу.
- 1932 — на базі розформованого консультаційного відділу, яким керував Б. О. Борович, створюється науково-методичний відділ. До Бібліотеки став надходити республіканський обов'язковий примірник творів друку.
- 1933 — організовано нові структурні підрозділи: сектори масової роботи та міжбібліотечного абоненту (МБА).
- 1934 — ХДНБ надано функції обласної бібліотеки.
- 1936 — дитячий відділ одержує окреме приміщення і реорганізується у філію для дітей та юнацтва.
- 1937 — бібліотека увійшла до системи внутрішньосоюзного книгообміну. Обмінний фонд нараховував 6 000 прим.
- 1940 — організовано науково-бібліографічний відділ, на базі науково-методичного, та відділ рідкісних видань та рукописів.
- 1941—1943 — під час німецької окупації Харкова було знищено і пограбовано понад 600 тис. цінніших[яких?] видань. Серед них — найрідкісніші українські стародруки XVII—XVIII ст.; прижиттєві видання творів класиків світової літератури; колекція географічних карт XVIII—XX (понад 10 тис. прим.); науково-технічні видання; унікальне зібрання книжок для дітей та юнацтва (близько 95 тис. прим.), до якого увійшли видання XIX ст.; твори єврейських вчених і письменників. Вивезено унікальний систематичний каталог (він налічував понад 1,2 млн карток). І лише завдяки мужності та самовідданій праці М. І. Румницької, директора, Л. В. Анохіної, Л. І. Вовк, О. В. Гаврилової, М. О.  Габель, В. Г. Трамбицької, Є. В. Долинської, Г. Д. Клявиної, Т. Г. Малець, Є. А. Мартинової, А. Н. Омельченко, Є. П. Панченко, Н. І. Радченко, Н. О. Розальон, О. Ф. Самариної, С. М. Ставровського, а також інших співпрацівників бібліотеки та мешканців міста, більшу частину фонду вдалося врятувати. Відомості про втрати ХДНБ під час окупаційного режиму наведено серед звинувачувальних матеріалів на Нюрнберзькому процесі 1945–1946 рр.
- 1944 — бібліотека почала одержувати цільовий безкоштовний обов'язковий примірник творів друку, який призначався для відновлення книжкового фонду.
- 1949 — згідно з новим порядком комплектування провідних бібліотек країни обов'язковим примірником, затвердженим Радою Міністрів СРСР, ХДНБ почала одержувати два платних обов'язкових примірника: всесоюзний (з Центрального колектора наукових бібліотек) і республіканський (з Київського обласного колектора).
- 1951 — поновлене надходження безкоштовного всесоюзного обов'язкового примірника творів друку з Всесоюзної книжкової палати (яке припинилося у 1960 р.)
- 1956 — відкрито відділ патентів (перетворений у 1969 р. на відділ технічної літератури).
- 1964 — згідно з Постановою колегії Міністерства культури УРСР (від 7.11.1964 р.) Бібліотека стала виконувати функції республіканського методичного центру (з питань пропаганди технічної літератури) та зонального (надання методичної допомоги з різних напрямків діяльності бібліотекам Донецької, Дніпропетровської, Полтавської, Луганської, Сумської та Харківської областей). Організовано і проведено Республіканський семінар-нараду працівників міжбібліотечного і заочного абонемента обласних бібліотек УРСР. Проведено нараду директорів обласних бібліотек Сходу України, на якій розглядалися питання методичної діяльності тощо.
- 1965 — організовано республіканський семінар-нарада завідувачів читальних залів обласних і центральних міських бібліотек.
- 1969 — на базі сектора міжбібліотечного абонемента створено відділ МБА.
- 1971 — бібліотека стає регіональним центром Міжбібліотечного абонементу для бібліотек Полтавської, Сумської та Харківської областей.
- 1975 — створюється відділ організації науково-дослідної роботи. Проведення досліджень (всесоюзних, республіканських, регіональних та локальних) стає одним із основних напрямків наукової діяльності. Бібліотека стала виконувати функції міжобласного депозитарію універсального профілю (для бібліотек Полтавської, Сумської та Харківської областей).
- 1977 — на базі науково-бібліографічного відділу утворено два самостійних структурних підрозділи: інформаційно-бібліографічний та науково-бібліографічний, який став координаційно-методичним центром республіки зі складання бібліографічних посібників техніко-економічної тематики.
- 1979 — організовано відділ краєзнавчої роботи. Розпочинається діяльність «Клубу краєзнавців.»
- 1986 — з нагоди 100-літнього ювілею Бібліотеки, у Харківському державному академічному українському театрі ім. Т. Г. Шевченка відбулися урочисті збори. Виходить друком перший науково-допоміжний бібліографічний покажчик видань бібліотеки та літератури про її діяльність «Харьковская государственная научная библиотека им. В. Г. Короленко. 1886—1986».
- 1988 — розформовано фонд літератури «спеціального зберігання». Читачі отримали доступ до 45 тис. заборонених раніше видань — праць відомих вчених, письменників, громадських діячів тощо.
- 1990-ті — бурхливі соціально-економічні та економічні зміни, притаманні розбудові української держави, спонукали на всебічний аналіз набутого досвіду роботи та активний пошук оптимальних шляхів подальшого розвитку. Девізом колективу стає: «традиції +інновації». Пошукова робота відзеркалюється новими інтелектуальними надбаннями у науковій, культурно-просвітницькій, інформаційній діяльності. Розширюються міжнародні культурні зв'язки. Відбуваються нововведення в організаційній структурі.
- 1990 — створено відділ автоматизації бібліотечно-бібліографічних процесів. Розпочато реалізацію програми розвитку автоматизованої інформаційно-бібліографічної системи Бібліотеки.
- 1992 — у бібліотеці відбулася республіканська міжвідомча науково-практична конференція «Фонди наукової бібліотеки: стан та перспективи розвитку», у якій взяли участь близько 300 делегатів (від бібліотек різних регіонів країни та зарубіжних, інститутів культури, громадських бібліотечних об'єднань, інших установ).
- 1993 — відновлюється діяльність українського відділу. Створений на базі відділу краєзнавчої роботи, відділ україніки розгорнув багатогранну наукову, культурно-просвітницьку та інформаційну діяльність у напрямку українознавства та краєзнавства, з відродження вітчизняної культури тощо. Почала видаватися серія «Повернені імена». Відтоді вийшли друком бібліографічні посібники присвячені Івану Падалці, Василю Чечвянському, Миколі Хвильовому, Гнату Хоткевичу, Миколі Кулішу, Олесю Досвітньому та іншим громадським діячам, письменникам, діячам культури та мистецтва. Відділ Україніки став лауреатом республіканської премії ім. Д.Яворницького за значний внесок у розвиток українського краєзнавства. Проведено регіональну міжвідомчу наукову конференцію «Історія бібліотечної справи в Україні». Напередодні 90-річчя від дня заснування відділу бібліотекознавства організовано читальний зал бібліотекознавства (при науково-методичному відділі). Розпочинається цілеспрямоване та опосередковане формування документно-інформаційних ресурсів цього підрозділу різними видами документів з історії, теорії та практики бібліотечної справи.
- 1995 — у межах реалізації Двосторонньої Угоди з Товариством «Канадські друзі в Україні» у Бібліотеці відкрилася Українсько-Канадська бібліотека. Співпрацівники взяли участь у роботі: 61-ї сесії ІФЛА (м. Стамбул, Туреччина); міжнародній конференції «Бібліотеки та асоціації в світі, що змінюється: нові технології та нові форми співробітництва» (м. Євпаторія, Крим); установчої конференції Української бібліотечної асоціації (м. Київ), міжнародного семінару «Рестоврація та консервація книжкових фондів» (м. Київ) та інших заходах. Відбулися стажування співпрацівників у провідних бібліотеках Австрії, Німеччини, США. Відкрито первинний осередок Української бібліотечної асоціації (УБА). Бібліотека стала учасником всеукраїнського дослідження «Українська книга у фондах бібліотек та музеїв України (1574–1923 рр.)», мета якого — підготовка друкованого зведеного каталогу української книги. За наслідками цього дослідження підготовлено вже 5 вип. бібліографічного покажчика «Книги українською мовою у фондах ХДНБ ім. В. Г. Короленка», в яких відображено загалом понад 4 тис. видань українською мовою, що вийшли друком в різних країнах світу. Зав. відділом україніки Валентині Олександрівні Ярошик присвоєно почесне звання Заслужений працівник культури України за вагомий внесок у краєзнавчу справу.
- 1996 — з нагоди 110-річчя з дня заснування Бібліотеки проведено наукову конференцію. Розпочато видання збірок наукових праць. За домовленістю з Інститутом Східних та Південно-Східних слов'ян (Австрія) відкрито Австрійську бібліотеку. За двосторонньою угодою з Гете-Інститутом Мюнхен, Німеччина), створено Німецький читальний зал.
- 1997 — бібліотека увійшла до складу не багатьох установ країни (їх вісім), які стали отримувати наукові видання згідно з Постановою Президії ВАК України «Про затвердження переліків установ, до яких обов'язково повинні надсилатися наукові видання (та монографії), де можуть публікуватися основні результати дисертаційних робіт». В межах реалізації Проєкту американського фонду IREX здійснено підключення Бібліотеки до Internet.
- 1998 — унаслідок двосторонньої угоди з Радою Європи у ХДНБ відкрито Бібліотеку документів Ради Європи з прав людини. Відбулася перша регіональна міжвідомча науково-практична конференція «Короленковські читання», на якій були підведені підсумки наукових розвідок харків'ян в галузі бібліотечної справи. Відтоді такі конференції проходять щороку в «день народження бібліотеки». Співпрацівники Бібліотеки взяли участь у Y ювілейній міжнародній конференції «Крим-98» «Бібліотеки та асоціації в світі, що змінюється: нові технології та нові форми співробітництва» (м. Судак, Крим).
- 1986 — бібліотеку включено до державної Програми збереження бібліотечних та архівних фондів на 2000–2005 роки, згідно з якою на її базі (та 4-х інших найкрупніших книгозбірень країни) створюється міжвідомчий центр консервації і репрографії. Заст. директора Валентина Валентинівна Мірошникова нагороджена Почесною грамотою Кабінету Міністрів України з нагоди Всеукраїнського дня бібліотек. Зав. відділом україніки Валентина Олександрівна Ярошик відзначена Орденом преподобних Антонія і Феодосія Києво-Печерських і преподобного Нестора за плідну культурно-просвітницьку діяльність та з нагоди 200-ліття Харківської єпархії. Бібліографічний покажчик «Історія Харківської Єпархії» (До 200-річчя заснування), складений співпрацівниками відділу Україніки, став лауреатом Муніципальної премії. Зав. відділом рідкісних видань та рукописів Ігор Яковлевич Лосієвський захистив докторську дисертацію в Інституті літератури ім. Т. Г. Шевченка НАН України. Організована і проведено на базі Бібліотеки регіональну наукову конференцію. «Передаймо нащадкам наш скарб — рідну мову».
- 2000 — директору бібліотеки Лілії Павлівні Незнамовій присвоєно почесне звання Заслужений працівник культури України. Співпрацівники Бібліотеки взяли участь у Всеукраїнських зборах працівників культури (м. Київ, березень), міжнародних та всеукраїнських конференціях, семінарах «Бібліотека і влада» (м. Київ, травень), «Библиотечное дело — 2000. Проблемы формирования открытого информационного общества»(м. Москва, квітень), «Інформаційний пошук в Інтернет та CD-дисках» (м. Москва, Гете-Інститутом, травень), «Створення та інтеграція інформаційних ресурсів» (м. Вінниця, жовтень), «Бібліотеки-центри науково-інформаційних ресурсів» (м. Київ, жовтень). Вивчалася інформаційна діяльність Ради Європи (м. Страсбург, Франція). Організована і проведена регіональна науково-практична конференція, присвячена 200-річчю першого видання літературної пам'ятки «Слово о полку Ігоревім.» Проведена міжрегіональна науково-практична конференція «Канадсько-український центр: досвід роботи та тенденції розвитку», присвячена 5-річчю діяльності Українсько-Канадської бібліотеки.
- 2002 — бібліотеку відвідав Надзвичайний і Повноважний Посол Республіки Австрія в Україні Міхаель Міїсс. Він ознайомився з діяльністю книгозбірні і, зокрема Австрійської бібліотеки, перспективи розвитку якої були обговорені під час візиту.  Розпочали роботу довідкова служба «Запитай бібліотекаря»; служба «Електронна доставка документів». Завершене введення в дію електронного каталогу періодичних видань бібліотек Харкова.
- 2003 — відкрито Інтернет-центр, організований у межах реалізації проєкту «Інтернет для читачів публічних бібліотек (LEAP)», ініційованого Посольством США в Україні. Бібліотеку відвідав завідувач сектору технології консервації книг і рукописів Центру консервації і реставрації Національної бібліотеки України ім. В. І. Вернадського М. М. Омельченко. Відбулися краєзнавчі читання, присвячені 100-літтю відділу рідкісних видань і рукописів ХДНБ ім. В. Г. Короленка.
- 2004 — розпочато рекламний корпоративний проєкт «Взаємодія», спрямований на покращення інформаційного обслуговування підприємств. Відбулася міжрегіональна науково-практична конференція «Методична діяльність бібліотек: традиції, інновації, перспективи», присвячена 100-літтю першого в країні відділу бібліотекознавства ХДНБ ім. В. Г. Короленка. Працювали курси підвищення кваліфікації заступників директорів з наукової роботи обласних універсальних наукових бібліотек України (Донецької, Дніпропетровської, Запорізької, Луганської, Полтавської, Кіровоградської, Сумської, Харківської) за темою «Управління бібліотекою та нові послуги для користувача», організовані Академією керівних кадрів культури і мистецтв (м. Київ) у співробітництві з ХДНБ ім. В. Г. Короленка. За активну допомогу у винахідницькій діяльності та з нагоди Дня винахідника і раціоналізатора відділ технічної літератури був нагороджений Почесною грамотою Головного управління освіти і науки Харківської обласної державної адміністрації.
- 2005 — директор бібліотеки Л. П. Незнамова взяла участь у парламентських слуханнях на тему «Культурна політика в Україні: пріоритети, принципи та шляхи реалізації» (Київ). Розпочали роботу літературна студія Міжрегіональної спілки письменників України та віртуальна довідкова служба. При відділі україніки відкрито Регіональний інформаційний центр. Відбувся віртуальний семінар «Сучасні технології обслуговування користувачів бібліотеки: МБА та електронна доставка документів». За участю фахівців Російської національної бібліотеки, Дніпропетровської, Донецької, Запорізької, Луганської, Сумської, Харківської, Бєлгородської обласних універсальних наукових бібліотек, Харківської державної академії культури, а також представників найбільших харківських бібліотек проходив міжнародний семінар «Бібліотечне краєзнавство: нові технології». У бібліотеці працювали курси підвищення кваліфікації фахівців бібліотек вищих навчальних закладів Харкова, організовані НІЦ АСІБТ спільно з Інститутом післядипломної освіти Державної академії керівних кадрів культури і мистецтва. Заняття проводили викладачі ХДАК, Інституту післядипломної освіти, члени АСІБТ за темами: «Управління бібліотекою та діяльність бібліотеки»; «Бібліотекознавство, бібліографознавство, інформаційні ресурси». Працювали курси підвищення кваліфікації співробітників ХДНБ ім. В. Г. Короленка з питань проєктної діяльності, організовані спільно з Державною академією керівних кадрів культури і мистецтв. Викладач — І. О. Шевченко, професор кафедри бібліотекознавства та інформаційних технологій. Проходили заняття курсів підвищення кваліфікації бібліотекарів України за темою «Колекції рідкісних і цінних видань у наукових бібліотеках: формування, збереження, облік», організовані спільно з Державною академією керівних кадрів культури і мистецтв (м. Київ, куратор І. О. Шевченко, професор кафедри бібліотекознавства та інформаційних технологій). Відбулася зустріч з Інгою Вьорляйн, співробітницею Спілки побратимства міст Харків-Нюрнберг, організована Гете-Інститутом Інтер Націонес у Києві та Німецьким читальним залом у Харкові.
- 2006 — бібліотека приєдналася до Всеукраїнського консорціуму центрів європейської інформації, внаслідок чого почала систематично отримувати і забезпечувати своїх користувачів новою інформацією з питань європейської інтеграції. Відбулася презентація Центру інформаційної підтримки винахідництва, створеного при відділі технічної літератури з метою підтримки інноваційної, винахідницької діяльності шляхом патентно-інформаційного забезпечення. Проведено науково-практичну конференцію «Проблеми винахідницької та раціоналізаторської діяльності в Харківській області», приурочену до Дня винахідника і раціоналізатора України. Проводився конкурс на найкращу наукову роботу, присвячений 120-річчю ХДНБ ім. В. Г. Короленка. Відбулася Всеукраїнська науково-практична конференція «Збереження бібліотечно-інформаційних ресурсів: нова політика і нові технології», приурочена до 120-ї річниці від дня заснування ХДНБ ім. В. Г. Короленка. Конференція була організована спільно з відділом аналізу і прогнозування діяльності бібліотек Міністерства культури і туризму України. Працювали курси підвищення кваліфікації для фахівців обласних універсальних наукових бібліотек за темою «Колекції рідкісних та цінних видань у наукових бібліотеках України: формування, збереження, облік», які ХДНБ організувала під патронатом Державної академії керівних кадрів культури і мистецтв. Організовано і проведено семінар «Регіональні електронні ресурси: формування і організація доступу» за участю бібліотек різних систем і відомств Харкова, а також обласних універсальних наукових бібліотек України. Завершено підготовку бази даних «Авторитетний файл найменувань колективного автора» для надання у користування бібліотекам України, розпочато створення бази даних «Авторитетний файл предметних рубрик». Розпочато роботу з ретровводу в електронний каталог описів дореволюційних нотних видань для створення унікальної БД «ЕК нотних видань дореволюційного фонду», єдиної на Слобожанщині. Створено новий інформаційний ресурс — регіональний портал «Харківщина».
- 2007 — новим директором бібліотеки призначено Валентину Дмитрівну Ракитянську. Бібліотеку відвідав міністр культури і туризму України Ю. П. Богуцький. Розпочала роботу корпоративна віртуальна довідкова служба наукових бібліотек Харкова. Вперше на щорічному міжнародному книжковому фестивалі «Світ книги — 2007» було представлено експозицію літератури із фондів бібліотеки «Книжкові скарби Слобожанщини», організовану відділом рідкісних видань. Відбулися всеукраїнські наукові читання «Академік Д. І. Багалій і бібліотечна справа України», присвячені 150-річчю від дня народження видатного українського історика і громадського діяча. За результатами дослідження відбувся круглий стіл на тему «Молодий працівник ХДНБ: погляд у майбутнє» (за участю співробітників бібліотеки, викладачів та студентів ХДАК). Працювала Школа дослідника-початківця для працівників ХДНБ ім. В. Г. Короленка. Завідувачеві відділу рідкісних видань і рукописів Ігорю Яковичу Лосієвському присвоєне почесне звання «Заслужений працівник культури України».
- 2008 — організовано зал електронних документів. Розроблено «Концепцію модернізації існуючих і впровадження нових інформаційно-телекомунікаційних та інженерних технологій в Харківській державній науковій бібліотеці ім. В. Г. Короленка». Відбулася Всеукраїнська науково-практична конференція «Сучасна бібліотека— науково-інформаційний центр освіти майбутнього». На сайті ХДНБ розпочала роботу науково-методична служба «Колегам-бібліотекарям». Колектив відділу україники нагороджено Почесною грамотою Харківської облдержадміністрації.
- 2009 — організовано Центр консервації і реставрації. У межах співпраці з Гете-Інститутом директор бібліотеки В. Д. Ракитянська відвідала бібліотеки різних відомств, громадських бібліотечних об'єднань та інших установ Німеччини. Бібліотеку відвідав і ознайомився з діяльністю Надзвичайний і Повноважений Посол Фінляндії в Україні пан Крістер Міккелссон. ХДНБ ім. В. Г. Короленка приєднано до Регіональної мережі пунктів доступу громадян до інформації органів державної влади згідно з Програмою сприяння парламенту II. Оголошено щорічний конкурс «Молоді винахідники Харківщини». Бібліотека провела «Алею читання» у саду ім. Т. Г. Шевченка. У заході взяли участь представники органів влади, закладів культури та освіти Харкова, видавництв, а також громадські організації. Відбувся перший регіональний конкурс ім. Л. Б. Хавкіної наукових робіт та інноваційних проєктів молодих спеціалістів бібліотечної справи, аспірантів, магістрів та студентів. Назва конкурсу «Як зробити бібліотеку успішною». Створено блог «Методист бібліотеки». Заступнику директора бібліотеки з наукової роботи Валентині Валентинівні Мирошниковій присвоєне почесне звання «Заслужений працівник культури України».
- 2010 — проводився регіональний тренінг «Інформація про діяльність органів влади у публічній бібліотеці: пошук, доступ, консультування», організований Українською бібліотечною асоціацією за Програмою сприяння парламенту ІІ в Україні для бібліотекарів Київської, Чернігівської, Сумської, Харківської та інших областей. За активну участь у діяльності Асоціації сучасних інформаційно-бібліотечних технологій (АСІБТ) бібліотека нагороджена почесною грамотою.
- 2011 — під час проведення Днів США в Харкові за участю посла США Дж. Тефта відкрито новий інтернет-центр. Розпочала роботу «Служба попереднього замовлення документів». Австрійську бібліотеку відвідав посланець з питань культури Посольства Австрії в Україні, директор Австрійського культурного форуму в Києві доктор Якуб Форст-Баталья, куратор Австрійських бібліотек в Україні. Бібліотеку відвідав професор Королівської школи бібліотекознавства та інформатики (Данія, Копенгаген) пан Ганс Ельбесхаузен. Проведено обласну конференцію Харківського бібліотечного товариства. З нагоди 125-річного ювілею ХДНБ ім. В. Г. Короленка та 140-річчя від дня народження бібліотекознавця Л. Б. Хавкіної: відкрито музейну експозицію «Харківська громадська бібліотека: перше 30-річчя, 1886—1916 роки»; історична фотогалерея «1886—2011. Від Харківської громадської до Харківської державної наукової бібліотеки ім. В. Г. Короленка», презентовано читально-експозиційний зал рідкісних видань і рукописів імені академіка Д. І. Багалія; читальний зал бібліотекознавства реорганізовано у кабінет бібліотекознавства ім. Л. Б. Хавкіної. Відбулися ювілейні заходи «Харківська державна наукова бібліотека ім. В. Г. Короленка в історичному просторі трьох епох»: до 125-річчя від дня заснування": міжнародна науково-практична конференція «Від ХІХ до ХХІ ст.: трансформація бібліотек у контексті розвитку суспільства»; книжковий фестиваль «Читай, Харкове! Читай, Україно!»; краєзнавчі читання за темою «Перший в країні: історія і сьогодення відділу „Україніка“»; засідання круглого столу за темою «Історія і сьогодення відділу науково-інформаційного забезпечення інноваційних процесів», присвячене 110-річчю відділу. Відбувся другий регіональний конкурс ім. Л. Б. Хавкіної наукових робіт та інноваційних проєктів молодих спеціалістів бібліотечної справи, аспірантів, магістрів та студентів «Від традицій до інновацій»; конкурс наукових робіт з бібліотекознавства, бібліографознавства та історії бібліотечної справи працівників Бібліотеки. За підтримки Гете-інституту в Україні проводився конкурс перекладів з поетичної спадщини німецького письменника Германа Гесса. Директор бібліотеки В. Д. Ракитянська нагороджена дипломом та зіркою «Патріот України», а її ім'я занесене в Почесну Книгу «Украина и украинцы — цвет нации, гордость страны».
- 2012 — розпочато роботу служб «Експрес-замовлення документів», «Попереднього замовлення документів для користувачів МБА» (у традиційному і в електронному форматі). Основні комунікаційні служби: електронна пошта, чат, скайп, «Зворотний зв'язок», об'єднані в єдиний інформаційний-довідковій сервіс «Онлайн довідка». Відбулась презентація збірника нарисів «Бібліотека в історичному просторі трьох епох», присвячених 125-річчю ХДНБ ім. В. Г. Короленка. 14 лютого, підтримуючи ініціативу Української бібліотечної асоціації, Бібліотека оголосила цей день Днем Любові і провела акцію «Любіть свою бібліотеку — бібліотека любить Вас». Запис читачів був безкоштовний, а кожного відвідувача вітали зі святом. Підбито підсумки конкурсу на найкращу наукову роботу з бібліотекознавства, бібліографознавства та історії бібліотечної справи, присвяченого 125-річчю ХДНБ ім. В. Г. Короленка. Відбувся тренінг-семінар «Інформація органів влади для громадян у бібліотеці: пошук, доступ, консультування» (модератор — доцент Національної академії керівних кадрів культури і мистецтв, кандидат історичних наук Я. О. Хіміч). 5—19 травня за підтримки головного управління освіти і науки Харківської обласної державної адміністрації вперше проведено Фестиваль науки. За результатами конкурсу «БібліоКіноФест: кадри вирішують все», який проводився Радою міжнародних наукових досліджень та обмінів (IREX) у рамках програми «Бібліоміст» за підтримки УБА, Міністерства культури України та НПБУ ХДНБ ім. В. Г. Короленка посіла друге місце за результатами глядацького голосування. Бібліотеку відвідала делегація факультету історичних і педагогічних наук Вроцлавського університету у складі декана факультету історичних та педагогічних наук, професора, доктора Ельжбети Кошцік, докторів С. Росіка та Ф. Воланьскі. Бібліотеку відвідав міністр культури України М. А. Кулиняк. Директор бібліотеки В. Д. Ракитянська взяла участь у навчальному турі до Фінляндії під назвою «Привабливість бібліотек Фінляндії, нові технології та інтенсивне обслуговування». Відбувся благодійний концерт оркестрової музики «Музыка дарит надежду», зібрані кошти були передані дитячій онкологічної лікарні № 16. Бібліотека приєдналася до Всеукраїнської бібліотечної акції «Кожній бібліотеці — сучасну будівлю», ініційовану Державною науковою архітектурно-будівельною бібліотекою імені В. Г. Заболотного (Київ). ХДНБ нагороджено почесною відзнакою Української бібліотечної асоціації та цінним подарунком за найкращий бібліографічний посібник 2012 р. — бібліографічний покажчик «Харківська державна наукова бібліотека (1886—2011): каталог видань Бібліотеки та публікацій про її діяльність».
- 2013 — відкрито пункт публічного доступу до інтернету (програма «Бібліоміст»)[2][3].

За грантової підтримки програми «Бібліоміст» стартував проєкт Школа бібліотечного журналіста.
24 жовтня 2013 року на фасаді будівлі бібліотеки відкрито меморіальну дошку на честь заслуженого діяча науки, бібліотекознавця Л. Хавкіної.
- 2014 — до Всеукраїнського дня бібліотек Президія Української бібліотечної асоціації визначила переможців конкурсів та нагороджених відзнаками Української бібліотечної асоціації. Почесне звання «Бібліотека року 2014» присвоєно Харківській державній науковій бібліотеці ім. В. Г. Короленка за віртуальний науково-просвітницький проєкт «Слобожанський уклін Кобзареві: до 200-річчя з дня народження Т. Г. Шевченка». ХДНБ нагороджено Подякою Міністерства культури України за вагомий внесок у розвиток бібліотечної справи. Бібліотека — переможець рейтингу «Визнання народу — 2014» (газета «Вечерний Харьков») у номінації «Культурно-просвітницька діяльність».

Щорічно бібліотека одержує 250 тисяч бібл. одиниць (до 1917 одержувала 5 тисяч). В бібліотеці зберігається 25 тисяч рідкісних видань: прижиттєві видання творів Карла Маркса, Володимира Леніна, книги 15—18 століть іноземними мовами та мовами народів СРСР, серед них: «Апостол», надрукований Іваном Федоровим 1574 року; «Анфологіон», друк. Києво-Печер. лаври, 1619; Шевченко Т. Г. «Гайдамаки», СПБ, 1841; Пушкін О. С. і Шевченко Т. Г. «Нові вірші», Лейпциг, 1859. Бібліотека є культурно-освітньою науково-дослідною установою в галузі бібліотекознавства і бібліографії.

## Структура

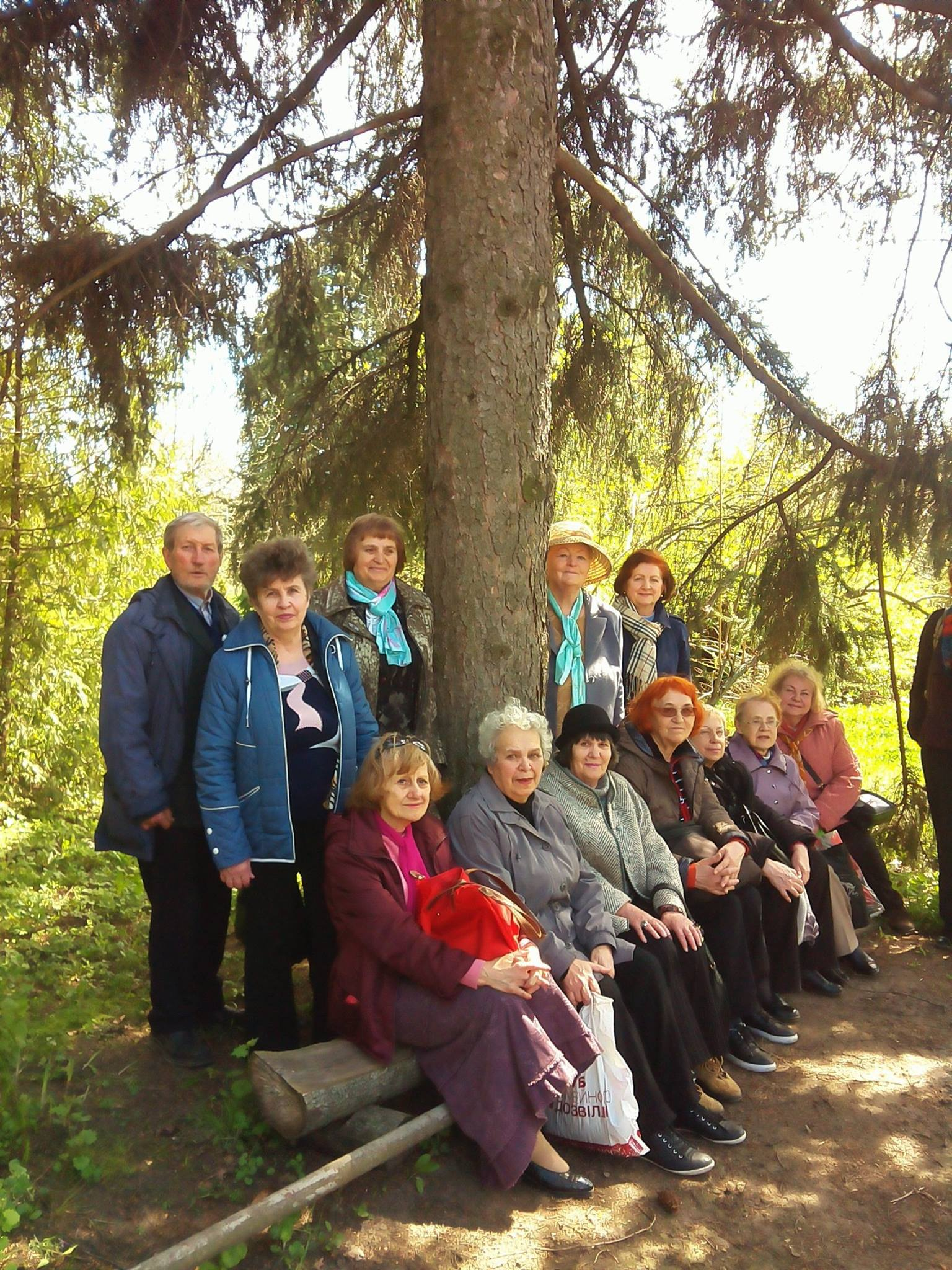
Члени клубу «КЛІК» Харківської державної наукової бібліотеки ім. В. Г. Короленка у Ботанічному саду Харківського національного університету ім. В. Н. Каразіна

- Відділ обслуговування користувачів
- Відділ інформаційно-бібліографічної роботи[2]
- Відділ науково-інформаційного забезпечення інноваційних процесів
- Соціокультурний центр
- Відділ «Україніка» ім. Т. Г. Шевченка
- Відділ літератури іноземними мовами та міжнародних зв'язків
- Німецький читальний зал у Харкові
- Австрійська бібліотека у Харкові
- Відділ міжбібліотечного абонемента та електронної доставки документів
- Відділ наукового формування документних ресурсів та документообміну
- Науково-дослідний відділ документознавства, колекцій рідкісних видань і рукописів
- Кабінет бібліотекознавства ім. Л. Б. Хавкіної[4]
- Відділ наукової систематизації, предметизації та організації систематичних каталогів
- Відділ наукової обробки документів і організації алфавітних каталогів
- Відділ наукової організації і використання основного фонду
- Відділ науково-методичної роботи
- Науково-видавничий відділ
- Відділ впровадження бібліотечно-інформаційних систем і технологій та підтримки баз даних
- Відділ комплексної репрографії документів та формування страхового фонду
- Відділ консервації і реставрації
- Відділ архіву та діловодства[5]

## Міжнародні зв'язки
Бібліотека має широкі міжнародні зв'язки. Серед партнерів ХДНБ — бібліотека Конгресу США, національні бібліотеки Болгарії, Польщі, Угорщини, Португалії, Туреччини, Куби, бібліотеки університетів Саппоро (Японія), Софії (Болгарія), Любліна та Познані (Польща), Австрійський інститут південних та південно-східних слов'ян (Відень), Гете-Інститутом Мюнхен, Німеччина, Інститут інженерів електриків та електронників (США), Українсько-американський фонд «Сейбр-Світло», Міжнародний фонд "Відродження", Товариство друзів України (Канада) тощо.
При відділі літератури іноземними мовами відкрито Австрійську бібліотеку, Німецький читальний зал та Бібліотеку Ради Європи з прав людини, при відділі україніки — Українсько-Канадську бібліотеку, при науково-методичному відділі — кабінет бібліотекознавства.